# 苗禮義
苗禮義（全名，1944年12月24日—），加拿大政治人物，1999年8月至2000年2月間短暫出任第32任卑詩省省長和卑詩新民主黨黨魁，接替因醜聞下台的簡嘉年。他從1986年至2001年間擔任卑詩省議會議員，先後代表魯珀特王子城選區和北海岸選區，成為省長前曾於新民主黨執政期間任職副省長和省政府內閣中數項廳長職位。

## 生平
苗禮義生於卑詩省溫哥華島北部的愛麗絲港，曾任技工和該省魯珀特王子城的市議員。他於1986年省選代表卑詩新民主黨贏取魯珀特王子城選區議席，首度晉身省議會，並出任官方反對黨新民主黨的林木事務評議員。
魯珀特王子城選區於1991年省選解散並併入新成立的北海岸選區，苗禮義在該屆大選在此選區連任。新民主黨贏取執政黨地位，而苗禮義則於1991年11月獲黨魁和省長哈葛任命為林木廳長。他於1992年9月因被利益衝突專員調查而離任廳長，調查完結後於同年12月復職，1993年9月則調任職業技能、培訓及勞工廳長。簡嘉年於1996年2月接替哈葛出任黨魁和省長，並任命苗禮義為副省長和就業及投資廳長。
苗禮義於1996年省選連任省議員後留任副省長和就業及投資廳長，並曾兼任城鎮事務及房屋廳長（1996年6月至1997年1月）和小型企業、旅遊及文化廳長（1996年6月至9月），1998年至2000年間則任能源及礦務廳長和專責卑詩北部發展廳長。
簡嘉年於1999年涉嫌運用政治影響力協助友人申請賭場牌照而捲入醜聞，終在同年8月21日即時辭去省長和新民主黨黨魁職位。新民主黨黨團召開緊急會議後選出苗禮義為臨時黨魁，而他則於同月25日宣誓就任省長，並繼續任職能源及礦務廳長和專責卑詩北部發展廳長。杜新志於2000年2月20日當選新任黨魁，並於同月24日接替苗禮義出任省長。苗禮義則於該屆省議會結束後告別選舉政治，未有在2001年省選中尋求連任。
苗禮義離開省議會後曾任職林木業和能源業顧問，並於2005年初出任省政府顧問，向省府的離岸石油和天然氣發展團隊提供有關勞工事務的意見和指引。